# Restrepia mendozae
Restrepia mendozae är en orkidéart som beskrevs av Carlyle August Luer. Restrepia mendozae ingår i släktet Restrepia och familjen orkidéer. Inga underarter finns listade i Catalogue of Life.